# Liste des aéroports au Canada (TZ)
Il s'agit d'une liste alphabétique des aéroports et des aérodromes héliport au Canada. Ils sont énumérés dans le format: 
1. Nom de l'aéroport comme indiqué dans l'un des Supplément de vol-Canada (CSA) ou par l'autorité aéroportuaire, éventuellement suivi par d'autres nom,
2. Code OACI (Organisation de l'aviation civile internationale)
3. Code Transports Canada Lieu identifiant (LID TC) : le « TC LID » est le « lieu d'identification » donné par Transports Canada, représentant le nom et le lieu d'un aéroport. C'est une aide de direction pour aider la circulation aérienne, les télécommunications et les programmes d'ordinateur.
4. Code IATA (Association internationale du transport aérien)
5. Communauté et province.

Les aéroports qui font partie du réseau national des aéroports sont en caractères gras. 
Vu sa longueur, la liste a été découpée, voir aussi : 
A - B • 
C - D •
E - G •
H - K •
L - M •
N - Q •
R - S •
T - Z

## T
| Nom de l'aéroport                                                               | OACI | TC LID | IATA | Communauté et la province                             |
| ------------------------------------------------------------------------------- | ---- | ------ | ---- | ----------------------------------------------------- |
| Héliport Taber (Health Centre)                                                  |      | CTB7   |      | Taber, Alberta                                        |
| Aéroport Taber                                                                  |      | CED5   |      | Taber, Alberta                                        |
| Aéroport Tadoule Lake                                                           | CYBQ |        | XTL  | Tadoule Lake, Manitoba                                |
| Hydroaérodrome Tahsis                                                           |      | CAL9   | ZTS  | Tahsis, Colombie-Britannique                          |
| Hydroaérodrome Takla Landing                                                    |      | CAZ3   |      | Takla Landing, Colombie-Britannique                   |
| Aéroport Taloyoak                                                               | CYYH |        | YYH  | Taloyoak, Nunavut                                     |
| Aéroport Taltheilei Narrows                                                     |      | CFA7   |      | Plummers Great Slave Lodge, Territoires du Nord-Ouest |
| Hydroaérodrome Taltheilei Narrows                                               |      | CED9   |      | Plummers Great Slave Lodge, Territoires du Nord-Ouest |
| Aéroport Taltson River                                                          |      | CFW5   |      | Taltson River, Territoires du Nord-Ouest              |
| Aéroport Tanquary Fiord                                                         |      | CJQ6   | JQ6  | Tanquary Fiord, Nunavut                               |
| Aéroport Tasiujaq                                                               | CYTQ |        | YTQ  | Tasiujaq, Québec                                      |
| Aéroport Teepee                                                                 |      | CFM6   |      | Teepee, Alberta                                       |
| Aérodrome Teeswater (Dent Field)                                                |      | CDF2   |      | Teeswater, Ontario                                    |
| Aéroport Teeswater (Thompson Field)                                             |      | CPC6   |      | Teeswater, Ontario                                    |
| Aéroport Telegraph Creek                                                        |      | CBM5   | YTX  | Telegraph Creek, Colombie-Britannique                 |
| Hydroaérodrome Telegraph Creek                                                  |      | CAH9   |      | Telegraph Creek, Colombie-Britannique                 |
| Hydroaérodrome Temagami                                                         |      | CNC8   |      | Temagami, Ontario                                     |
| Hydroaérodrome Temagami/Mine Landing                                            |      | CTM2   |      | Temagami, Ontario                                     |
| Hydroaérodrome Témiscaming/Lac Kipawa                                           |      | CSG8   |      | Témiscaming, Québec                                   |
| Aéroport Terrace-Kitimat (Northwest Regional Aéroport)                          | CYXT |        | YXT  | Terrace, Colombie-Britannique                         |
| Héliport Terrace/BC Hydro                                                       |      | CBW5   |      | Terrace, Colombie-Britannique                         |
| Aéroport Teslin                                                                 | CYZW |        | YZW  | Teslin, Yukon                                         |
| Aéroport Tête-à-La-Baleine                                                      |      | CTB6   | ZTB  | Tête-à-La-Baleine, Québec                             |
| Aéroport Texada/Gillies Bay                                                     | CYGB |        | YGB  | Texada, Colombie-Britannique                          |
| Aérodrome Thamesford (Harydale Farms)                                           |      | CHD4   |      | Thamesford, Ontario                                   |
| Aéroport The Pas                                                                | CYQD |        | YQD  | The Pas, Manitoba                                     |
| Aéroport The Pas/Grace Lake                                                     |      | CJR3   |      | The Pas, Manitoba                                     |
| Hydroaérodrome The Pas/Grace Lake                                               |      | CKC3   |      | The Pas, Manitoba                                     |
| Aéroport Thessalon Municipal                                                    |      | CPL5   |      | Thessalon, Ontario                                    |
| Aéroport Thetford Mines                                                         |      | CSM3   |      | Thetford Mines, Québec                                |
| Aéroport Thicket Portage                                                        | CZLQ |        | YTD  | Thicket Portage, Manitoba                             |
| Aéroport Thompson                                                               | CYTH |        | YTH  | Thompson, Manitoba                                    |
| Héliport Thompson                                                               |      | CKM7   |      | Thompson, Manitoba                                    |
| Hydroaérodrome Thompson                                                         |      | CKD6   |      | Thompson, Manitoba                                    |
| Aéroport Thorburn                                                               |      | CCZ5   |      | Thorburn, Nouvelle-Écosse                             |
| Hydroaérodrome Thorburn Lake                                                    |      | CCW5   |      | Thorburn Lake, Terre-Neuve-et-Labrador                |
| Aérodrome Thor Lake                                                             |      | CTH2   |      | Thor Lake, Territoires du Nord-Ouest                  |
| Héliport Three Hills (Hospital)                                                 |      | CFA8   |      | Three Hills, Alberta                                  |
| Aéroport Three Hills                                                            |      | CEN3   |      | Three Hills, Alberta                                  |
| Héliport Thunder Bay (Health Science Centre)                                    |      | CTB2   |      | Thunder Bay, Ontario                                  |
| Aéroport international de Thunder Bay (Aéroport Thunder Bay)                    | CYQT |        | YQT  | Thunder Bay, Ontario                                  |
| Hydroaérodrome Thunder Bay                                                      |      | CKE6   |      | Thunder Bay, Ontario                                  |
| Aérodrome Thunder Bay/Eldorado                                                  |      | CED8   |      | Thunder Bay, Ontario                                  |
| Aéroport Tillsonburg                                                            |      | CNQ4   |      | Tillsonburg, Ontario                                  |
| Aéroport Timmins/Victor M. Power                                                | CYTS |        | YTS  | Timmins, Ontario                                      |
| Héliport Timmins (Timmins & District Hospital)                                  |      | CTM6   |      | Timmins, Ontario                                      |
| Hydroaérodrome Timmins/Porcupine Lake                                           |      | CPW5   |      | Timmins, Ontario                                      |
| Hydroaérodrome Tincup Lake                                                      |      | CEF9   |      | Tincup Wilderness Lodge, Yukon                        |
| Aéroport Tipella                                                                |      | CBB7   |      | Tipella, Colombie-Britannique                         |
| Aéroport Tisdale                                                                |      | CJY3   | YTT  | Tisdale, Saskatchewan                                 |
| Aéroport Toad River/Mile 422 (Alaska Highway)                                   |      | CBK7   |      | Toad River, Colombie-Britannique                      |
| Aéroport Tobermory                                                              |      | CNR4   |      | Tobermory, Ontario                                    |
| Aéroport Tofield                                                                |      | CEV7   |      | Tofield, Alberta                                      |
| Héliport Tofield (Health Centre)                                                |      | CTF2   |      | Tofield, Alberta                                      |
| Aéroport Tofino/Long Beach                                                      | CYAZ |        | YAZ  | Tofino, Colombie-Britannique                          |
| Hydroaérodrome Tofino Harbour                                                   |      | CAB4   |      | Tofino Harbour, Colombie-Britannique                  |
| Héliport Tofino Lifeboat Station                                                |      | CBR7   |      | Tofino, Colombie-Britannique                          |
| Aéroport Toronto/Billy Bishop Toronto City (Billy Bishop Toronto City Aéroport) | CYTZ |        | YTZ  | Toronto, Ontario                                      |
| Hydroaérodrome Toronto City Centre                                              |      | CPZ9   |      | Toronto, Ontario                                      |
| Aéroport Toronto/Buttonville Municipal (Aéroport Buttonville Municipal)         | CYKZ |        | YKZ  | Buttonville, Ontario                                  |
| Héliport Toronto/Cardinal Couriers                                              |      | CPL8   |      | Toronto, Ontario                                      |
| Aéroport Toronto/Downsview (Aéroport Downsview)                                 | CYZD |        | YZD  | Toronto, Ontario                                      |
| Héliport Toronto (Hospital For Sick Children)                                   |      | CNW8   |      | Toronto, Ontario                                      |
| Aéroport international Pearson de Toronto                                       | CYYZ |        | YYZ  | Toronto, Ontario                                      |
| Aéroport Toronto/Markham (Aéroport Markham)                                     |      | CNU8   |      | Markham, Ontario                                      |
| Héliport Toronto/Markham Stouffville                                            |      | CPH7   |      | Toronto, Ontario                                      |
| Héliport Toronto (Mississauga Credit Valley Hospital)                           |      | CPK6   |      | Toronto, Ontario                                      |
| Aéroport Toronto/Oshawa Municipal (Aéroport Oshawa)                             | CYOO |        | YOO  | Oshawa, Ontario                                       |
| Héliport Toronto (St. Michael's Hospital)                                       |      | CTM4   |      | Toronto, Ontario                                      |
| Héliport Toronto (Sunnybrook Medical Centre)                                    |      | CNY8   |      | Toronto, Ontario                                      |
| Héliport Toronto/Tarten                                                         |      | CPA5   |      | Toronto, Ontario                                      |
| Héliport Toronto/Wilson's                                                       |      | CPY5   |      | Toronto, Ontario                                      |
| Aérodrome Tottenham/Ronan                                                       |      | CTR3   |      | Tottenham, Ontario                                    |
| Aéroport Tottenham/Volk                                                         |      | CPM5   |      | Tottenham, Ontario                                    |
| Aéroport Trail                                                                  |      | CAD4   |      | Trail, Colombie-Britannique                           |
| Héliport Trail (Kootenay Boundary Regional Hospital)                            |      | CKB3   |      | Trail, Colombie-Britannique                           |
| Treherne (Village aéronautique South Norfolk)                                   |      | CTN6   |      | Treherne, Manitoba                                    |
| Aéroport Treherne                                                               |      | CKU2   |      | Treherne, Manitoba                                    |
| Trenton (CFB Trenton)                                                           | CYTR |        | YTR  | Trenton, Ontario                                      |
| Aéroport Trenton/Mountain View                                                  |      | CPZ3   |      | Mountain View, Ontario                                |
| Aérodrome Trenton                                                               | CYTN |        |      | Trenton, Nouvelle-Écosse                              |
| Aéroport Trois-Rivières                                                         | CYRQ |        | YRQ  | Trois-Rivières, Québec                                |
| Aéroport Trout Lake (Alberta)                                                   |      | CFB4   |      | Trout Lake, Alberta                                   |
| Aéroport Trout Lake (Territoires du Nord-Ouest)                                 |      | CEU9   |      | Trout Lake, Territoires du Nord-Ouest                 |
| Hydroaérodrome Trout Lake                                                       |      | CEG9   |      | Trout Lake, Territoires du Nord-Ouest                 |
| Héliport Truro (Colchester Health Centre)                                       |      | CEH9   |      | Truro, Nouvelle-Écosse                                |
| Aéroport Tsacha Lake                                                            |      | CAE4   |      | Tsacha Lake, Colombie-Britannique                     |
| Aéroport Tsay Keh                                                               |      | CBN9   |      | Tsay Keh, Colombie-Britannique                        |
| Aéroport Tsetzi Lake (Pan Phillips)                                             |      | CBT3   |      | Tsetzi Lake, Colombie-Britannique                     |
| Aéroport Tsuniah Lake Lodge                                                     |      | CAF4   |      | Tsuniah Lake Lodge, Colombie-Britannique              |
| Aéroport Tuktoyaktuk/James Gruben                                               | CYUB |        | YUB  | Tuktoyaktuk, Territoires du Nord-Ouest                |
| Aéroport Tulita                                                                 | CZFN |        | ZFN  | Tulita, Territoires du Nord-Ouest                     |
| Aéroport Tumbler Ridge                                                          |      | CBX7   |      | Tumbler Ridge, Colombie-Britannique                   |
| Aérodrome Tundra Mine/Salamita Mine                                             |      | CTM5   |      | Tundra Mine/Salamita Mine, Territoires du Nord-Ouest  |
| Aéroport Tungsten (Cantung)                                                     |      | CBX5   |      | Tungsten, Territoires du Nord-Ouest                   |
| Aéroport Twin Creeks                                                            |      | CFS7   |      | Twin Creeks, Yukon                                    |
| Aéroport Two Hills                                                              |      | CEL6   |      | Two Hills, Alberta                                    |
| Héliport Two Hills (Health Centre)                                              |      | CTH4   |      | Two Hills, Alberta                                    |
| Aéroport Tyendinaga (Mohawk)                                                    |      | CPU6   |      | Tyendinaga, Ontario                                   |

## U
| Nom de l'aéroport                    | OACI | TC LID | IATA | Communauté et la province             |
| ------------------------------------ | ---- | ------ | ---- | ------------------------------------- |
| Hydroaérodrome Ucluelet              |      | CAN3   |      | Ucluelet, Colombie-Britannique        |
| Aéroport Ulukhaktok/Holman           | CYHI |        | YHI  | Ulukhaktok, Territoires du Nord-Ouest |
| Aéroport Umiujaq                     | CYMU |        | YUD  | Umiujaq, Québec                       |
| Aérodrome Unity                      |      | CKE8   |      | Unity, Saskatchewan                   |
| Aérodrome Upper Kent                 |      | CCH2   |      | Upper Kent, Nouveau-Brunswick         |
| Héliport Upsala                      |      | CKL8   |      | Upsala, Ontario                       |
| Aéroport Uranium City                | CYBE |        | YBE  | Uranium City, Saskatchewan            |
| Hydroaérodrome Uranium City          |      | CKG6   |      | Uranium City, Saskatchewan            |
| Héliport Uxbridge (Cottage Hospital) |      | CNA5   |      | Uxbridge, Ontario                     |

## V
| Nom de l'aéroport                                                      | OACI | TC LID | IATA | Communauté et la province                                |
| ---------------------------------------------------------------------- | ---- | ------ | ---- | -------------------------------------------------------- |
| Héliport Valcartier (W/C J.H.L. (Joe) Lecomte)                         | CYOY |        | YOY  | Valcartier (Québec), Québec                              |
| Aéroport Valcourt                                                      |      | CSQ3   |      | Valcourt, Québec                                         |
| Aéroport Val-d'Or                                                      | CYVO |        | YVO  | Val-d'Or, Québec                                         |
| Héliport Val-d'Or (St-Pierre)                                          |      | COR2   |      | Val-d'Or, Québec                                         |
| Hydroaérodrome Val-d'Or/Hydrobase Piché Dubuisson                      |      | CTA5   |      | Val-d'Or, Québec                                         |
| Hydroaérodrome Val-d'Or/Base Huard                                     |      | CVB6   |      | Val-d'Or, Québec                                         |
| Héliport Valemount (Yellowhead Helicopters)                            |      | CBV7   |      | Valemount, Colombie-Britannique                          |
| Aéroport Valemount                                                     |      | CAH4   |      | Valemount, Colombie-Britannique                          |
| Héliport Valleyfield (Transport BRS Inc)                               |      | CSY5   |      | Salaberry-de-Valleyfield, Québec                         |
| Aéroport Valleyview                                                    |      | CEL5   |      | Valleyview, Alberta                                      |
| Aéroport international de Vancouver                                    | CYVR |        | YVR  | Vancouver, Colombie-Britannique                          |
| Hydroaéroport Vancouver International                                  |      | CAM9   |      | Vancouver, Colombie-Britannique                          |
| Aéroport de Vancouver/Boundary Bay                                     | CZBB |        | YDT  | Delta, Colombie-Britannique                              |
| Vancouver/Burnaby (Global BC)                                          |      | CGL6   |      | Vancouver, Colombie-Britannique                          |
| Vancouver (Children & Héliport Women's Health Centre)                  |      | CAK7   |      | Vancouver, Colombie-Britannique                          |
| Héliport Vancouver/Coquitlam Fire and Rescue                           |      | CFR6   |      | Vancouver, Colombie-Britannique                          |
| Héliport Vancouver/Delta (North)                                       |      | CBD2   |      | Vancouver, Colombie-Britannique                          |
| Héliport Vancouver/Delta (SEI)                                         |      | CSE7   |      | Vancouver, Colombie-Britannique                          |
| Héliport Vancouver (General Hospital)                                  |      | CBK4   |      | Vancouver, Colombie-Britannique                          |
| Hydroaéroport Vancouver Harbour (Vancouver Coal Harbour Seaplane Base) | CYHC |        | CXH  | Vancouver, Colombie-Britannique                          |
| Héliport Vancouver/Harbour (Public)                                    |      | CBC7   |      | Vancouver, Colombie-Britannique                          |
| Héliport Vancouver (Vancouver Film Studios)                            | CFS9 |        |      | Vancouver, Colombie-Britannique                          |
| Hydroaérodrome Vanderhoof (District)                                   |      | CAN9   |      | Vanderhoof, Colombie-Britannique                         |
| Aéroport Vanderhoof                                                    |      | CAU4   |      | Vanderhoof, Colombie-Britannique                         |
| Aéroport Vauxhall                                                      |      | CEN6   |      | Vauxhall, Alberta                                        |
| Héliport Vegerville (St. Joseph's Genereal Hospital)                   |      | CVG8   |      | Vegreville, Alberta                                      |
| Aéroport Vegreville                                                    |      | CEV3   |      | Vegreville, Alberta                                      |
| Aéroport Vermilion                                                     | CYVG |        |      | Vermilion, Alberta                                       |
| Aéroport Vermilion Bay                                                 |      | CKQ7   |      | Machin, Ontario                                          |
| Hydroaérodrome Vermilion Bay                                           |      | CKH6   |      | Vermilion Bay, Ontario                                   |
| Héliport Vermilion Health Centre                                       |      | CVH2   |      | Vermilion, Alberta                                       |
| Aéroport Vernon Regional                                               | CYVK |        | YVE  | Vernon, Colombie-Britannique                             |
| Hydroaérodrome Vernon/Wildlife                                         |      | CVW2   |      | Vernon, Colombie-Britannique                             |
| Aérodrome Victor Mine                                                  |      | CVM2   |      | Victor Mine, Ontario                                     |
| Héliport Victoria (BC Hydro)                                           |      | CBC5   |      | Victoria, Colombie-Britannique                           |
| Héliport Victoria (General Hospital)                                   |      | CBW7   |      | Victoria, Colombie-Britannique                           |
| Héliport Victoria (Royal Jubilee Hospital)                             |      | CBK8   |      | Victoria, Colombie-Britannique                           |
| Aéroport Hydroaérodrome Victoria                                       |      | CAP5   |      | Victoria, Colombie-Britannique                           |
| Héliport Victoria Harbour (Camel Point)                                |      | CBF7   |      | Victoria, Colombie-Britannique                           |
| Héliport Victoria Harbour (Shoal Point)                                |      | CBZ7   |      | Victoria, Colombie-Britannique                           |
| Aéroport Victoria Inner Harbour (Hydroaéroport Victoria Harbour)       | CYWH |        | YWH  | Victoria, Colombie-Britannique                           |
| Aéroport international de Victoria                                     | CYYJ |        | YYJ  | Victoria, Colombie-Britannique                           |
| Aéroport Victoriaville                                                 |      | CSR3   |      | Victoriaville, Québec                                    |
| Aérodrome Viking (South)                                               |      | CVS2   |      | Viking, Alberta                                          |
| Aéroport Viking                                                        |      | CEE8   |      | Viking, Alberta                                          |
| Héliport Viking Health Centre                                          |      | CVK2   |      | Viking, Alberta                                          |
| Villeneuve Aéroport (Edmonton/Villeneuve Aéroport)                     | CZVL |        | ZVL  | Villeneuve, Alberta                                      |
| Aéroport Virden (Gabrielle Farm)                                       |      | CKR7   |      | Virden, Manitoba                                         |
| Virden/Aérodrome R.J. (Bob) Andrew Field Regional                      | CYVD |        |      | Virden, Manitoba                                         |
| Hydroaérodrome Virginia Falls                                          |      | CFV5   |      | Nahanni National Park Reserve, Territoires du Nord-Ouest |
| Aérodrome Voisey's Bay                                                 |      | CVB2   |      | Voisey's Bay Mine, Terre-Neuve-et-Labrador               |
| Héliport Vulcan (Hospital)                                             |      | CVH7   |      | Vulcan, Alberta                                          |
| Aéroport Vulcan                                                        |      | CFX6   |      | Vulcan, Alberta                                          |
| Aérodrome Vulcan/Kirkcaldy                                             |      | CVL2   |      | Vulcan, Alberta                                          |

## W
| Nom de l'aéroport                                                                                  | OACI | TC LID | IATA | Communauté et la province                   |
| -------------------------------------------------------------------------------------------------- | ---- | ------ | ---- | ------------------------------------------- |
| Aéroport Wabasca                                                                                   |      | CEE5   |      | Wabasca, Alberta                            |
| Hydroaérodrome Wabowden                                                                            |      | CKK6   |      | Wabowden, Manitoba                          |
| Aéroport Wabush                                                                                    | CYWK |        | YWK  | Wabush, Terre-Neuve-et-Labrador             |
| Hydroaérodrome Wabush                                                                              |      | CCX5   |      | Wabush, Terre-Neuve-et-Labrador             |
| Aéroport Wadena                                                                                    |      | CKS7   |      | Wadena, Saskatchewan                        |
| Héliport Wainwright (Health Centre)                                                                |      | CWH2   |      | Wainwright, Alberta                         |
| Aérodrome Wainwright                                                                               | CYWV |        | YWV  | Wainwright, Alberta                         |
| Aéroport Wainwright/Camp Wainwright Field (Heli) (CFB Wainwright)                                  |      | CFF7   |      | Wainwright, Alberta                         |
| Aéroport Wainwright/Wainwright (Field 21) (CFB Wainwright)                                         |      | CFP7   |      | Wainwright, Alberta                         |
| Aéroport Wakaw                                                                                     |      | CKT7   |      | Wakaw, Saskatchewan                         |
| Héliport Walkerton (County Of Bruce General Hospital)                                              |      | CNG6   |      | Walkerton, Ontario                          |
| Héliport Wallaceburg (Hôpital Sydenham District)                                                   |      | CSY7   |      | Wallaceburg, Ontario                        |
| Aérodrome Walter's Falls (Piper Way)                                                               |      | CWF2   |      | Walter's Falls, Ontario                     |
| Aéroport Warburg/Zajes                                                                             |      | CFH8   |      | Warburg, Alberta                            |
| Aéroport Warner                                                                                    |      | CEP6   |      | Warner, Alberta                             |
| Aéroport Warren/Woodlands                                                                          |      | CKX2   |      | Warren, Manitoba                            |
| Aéroport Waskaganish                                                                               | CYKQ |        | YKQ  | Waskaganish, Québec                         |
| Aéroport Waterville/Kings County Municipal                                                         |      | CCW3   |      | Waterville, Nouvelle-Écosse                 |
| Aéroport Watrous                                                                                   |      | CKU7   |      | Watrous, Saskatchewan                       |
| Aéroport Watson Lake                                                                               | CYQH |        | YQH  | Watson Lake, Yukon                          |
| Hydroaérodrome Watson Lake                                                                         |      | CEJ9   |      | Watson Lake, Yukon                          |
| Aéroport Wawa                                                                                      | CYXZ |        | YXZ  | Wawa, Ontario                               |
| Héliport Grand River Hospital                                                                      |      | CNK9   |      | Municipalité régionale de Waterloo, Ontario |
| Aéroport Wawota                                                                                    |      | CKV7   |      | Wawota, Saskatchewan                        |
| Aéroport Webequie                                                                                  | CYWP |        | YWP  | Webequie, Ontario                           |
| Aéroport Wekweètì                                                                                  |      | CFJ2   |      | Wekweeti, Territoires du Nord-Ouest         |
| Héliport Welland (County General Hospital)                                                         |      | CPB3   |      | Welland, Ontario                            |
| Aéroport Welland/Niagara Central                                                                   |      | CNQ3   |      | Welland, Ontario                            |
| Aéroport Wemindji                                                                                  | CYNC |        | YNC  | Wemindji, Québec                            |
| Hydroaérodrome West Guilford/Redstone Lake                                                         |      | CRL6   |      | West Guilford, Ontario                      |
| Aéroport Westlock                                                                                  |      | CES4   |      | Westlock, Alberta                           |
| Aéroport Westlock (Hnatko Farms)                                                                   | CHF3 |        |      | Westlock, Alberta                           |
| Aéroport West Poplar                                                                               |      | CJF5   |      | West Poplar, Saskatchewan                   |
| Aéroport Westport/Rideau Lakes                                                                     |      | CRL2   |      | Westport, Ontario                           |
| Héliport Wetaskiwin (Hospital & Care Centre)                                                       |      | CWC4   |      | Wetaskiwin, Alberta                         |
| Aéroport Wetaskiwin Regional                                                                       |      | CEX3   |      | Wetaskiwin, Alberta                         |
| Aéroport Weyburn                                                                                   |      | CJE3   |      | Weyburn, Saskatchewan                       |
| Village aéronautique Weyman                                                                        |      | CCG3   |      | Keswick River, Nouveau-Brunswick            |
| Aéroport Weymontachie                                                                              |      | CSU5   |      | Weymontachie, Québec                        |
| Aéroport Whale Cove                                                                                | CYXN |        | YXN  | Whale Cove, Nunavut                         |
| Hydroaérodrome Whaletown                                                                           |      | CAW9   |      | Whaletown, Colombie-Britannique             |
| Aéroport Whatì                                                                                     |      | CEM3   |      | Whatì, Territoires du Nord-Ouest            |
| Hydroaérodrome Whatì                                                                               |      | CEQ8   |      | Whatì, Territoires du Nord-Ouest            |
| Héliport Whistler (Hospital)                                                                       |      | CAW4   |      | Whistler, Colombie-Britannique              |
| Héliport Whistler (Municipal)                                                                      |      | CBE9   |      | Whistler, Colombie-Britannique              |
| Hydroaérodrome Whistler/Green Lake                                                                 |      | CAE5   | YWS  | Whistler, Colombie-Britannique              |
| Aéroport White City (Radomsky)                                                                     |      | CWC1   |      | White City, Saskatchewan                    |
| Hydroaérodrome White River                                                                         |      | CNJ8   |      | White River, Ontario                        |
| Héliport White Saddle Ranch                                                                        |      | CBD9   |      | White Saddle Ranch, Colombie-Britannique    |
| Aéroport Whitecourt                                                                                | CYZU |        | YZU  | Whitecourt, Alberta                         |
| Aéroport international de Whitehorse                                                               | CYXY |        | YXY  | Whitehorse, Yukon                           |
| Hydroaérodrome Whitehorse                                                                          |      | CEZ5   |      | Whitehorse, Yukon                           |
| Aéroport Whitehorse/Cousins                                                                        |      | CFP8   |      | Whitehorse, Yukon                           |
| Aéroport Whitewood                                                                                 |      | CKY2   |      | Whitewood, Saskatchewan                     |
| Aéroport Wiarton                                                                                   | CYVV |        | YVV  | Wiarton, Ontario                            |
| Aérodrome Wildwood/Loche Mist Farms                                                                |      | CJJ3   |      | Wildwood, Alberta                           |
| Aérodrome Wiley                                                                                    |      | CAJ2   |      | Eagle Plains, Yukon                         |
| Aéroport Williams Harbour                                                                          |      | CCA6   |      | Williams Harbour, Terre-Neuve-et-Labrador   |
| Aéroport Williams Lake (Williams Lake Regional Aéroport)                                           | CYWL |        | YWL  | Williams Lake, Colombie-Britannique         |
| Hydroaérodrome Williams Lake                                                                       |      | CAC5   |      | Williams Lake, Colombie-Britannique         |
| Héliport Ottawa (Hôpital Winchester District Memorial)                                             |      | CWH4   |      | Winchester, Ontario                         |
| Aéroport Windsor                                                                                   | CYQG |        | YQG  | Windsor, Ontario                            |
| Hydroaérodrome Winfield (Wood Lake)                                                                |      | CAY9   |      | Winfield, Colombie-Britannique              |
| Aéroport Wingham (Inglis Field)                                                                    | CWH5 |        |      | Wingham, Ontario                            |
| Aérodrome Wingham/Richard W. LeVan                                                                 |      | CPR7   |      | Wingham, Ontario                            |
| Aéroport Winkler                                                                                   |      | CKZ7   |      | Winkler, Manitoba                           |
| Aéroport international James Armstrong Richardson de Winnipeg (Aéroport international de Winnipeg) | CYWG |        | YWG  | Winnipeg, Manitoba                          |
| Aéroport Winnipeg/Lyncrest                                                                         |      | CJL5   |      | Lyncrest, Manitoba                          |
| Aéroport Winnipeg/St. Andrews                                                                      | CYAV |        |      | St. Andrews, Manitoba                       |
| Héliport Winnipeg (Ville de Winnipeg)                                                              |      | CWG2   |      | Winnipeg, Manitoba                          |
| Aéroport Winterland                                                                                |      | CCC2   |      | Winterland, Terre-Neuve-et-Labrador         |
| Aéroport Wollaston Lake                                                                            | CZWL |        | ZWL  | Wollaston Lake, Saskatchewan                |
| Aéroport Woodcock                                                                                  |      | CBQ8   |      | Woodcock, Colombie-Britannique              |
| Aéroport Woodstock (Nouveau-Brunswick)                                                             |      | CCD3   |      | Woodstock, Nouveau-Brunswick                |
| Héliport Woodstock (Hôpital)                                                                       |      | CWH3   |      | Woodstock, Ontario                          |
| Aéroport Woodstock (Ontario)                                                                       |      | CPR5   |      | Woodstock, Ontario                          |
| Aéroport Wrigley                                                                                   | CYWY |        | YWY  | Wrigley, Territoires du Nord-Ouest          |
| Aéroport Wrong Lake                                                                                |      | CJG4   |      | Wrong Lake Manitoba                         |
| Aéroport Wunnummin Lake                                                                            |      | CKL3   | WNN  | Wunnummin Lake, Ontario                     |
| Aéroport Wyevale (Boker Field)                                                                     |      | CNL8   |      | Wyevale, Ontario                            |
| Aérodrome Wynyard/W. B. Needham Field                                                              | CYYO |        |      | Wynyard, Saskatchewan                       |

## Y
| Nom de l'aéroport                     | OACI | TC LID | IATA | Communauté et la province              |
| ------------------------------------- | ---- | ------ | ---- | -------------------------------------- |
| Héliport Yarmouth (Regional Hospital) |      | CDU3   |      | Yarmouth, Nouvelle-Écosse              |
| Aéroport Yarmouth                     | CYQI |        | YQI  | Yarmouth, Nouvelle-Écosse              |
| Aéroport de Yellowknife               | CYZF |        | YZF  | Yellowknife, Territoires du Nord-Ouest |
| Hydroaérodrome Yellowknife            |      | CEN9   |      | Yellowknife, Territoires du Nord-Ouest |
| Aérodrome York                        |      | CPP6   |      | York, Ontario                          |
| Aéroport York Landing                 | CZAC |        | ZAC  | York Landing, Manitoba                 |
| Aéroport Yorkton Municipal            | CYQV |        | YQV  | Yorkton, Saskatchewan                  |

## Z
| Nom de l'aéroport       | OACI | TC LID | IATA | Communauté et la province      |
| ----------------------- | ---- | ------ | ---- | ------------------------------ |
| Aéroport Zama Lake      |      | CFT9   |      | Zama Lake, Alberta             |
| Hydroaérodrome Zeballos |      | CAA5   |      | Zeballos, Colombie-Britannique |
| Aéroport Zhoda          |      | CKA4   |      | Zhoda, Manitoba                |